# سكوت سيمونز
سكوت سيمونز (بالفرنسية: Scott Symons)‏ (و. 1933 – 2009 م) هو روائي، وكاتب يوميات، وناقد أدبي كندي، ولد في تورونتو، توفي عن عمر يناهز 76 عاماً.

## التعليم
تعلم في جامعة تورنتو، وجامعة باريس، وكلية الملك في كامبريدج.